# Calocalanus pseudocontractus
Calocalanus pseudocontractus is een eenoogkreeftjessoort uit de familie van de Paracalanidae. De wetenschappelijke naam van de soort is voor het eerst geldig gepubliceerd in 1958 door Bernard.